# Henri Villain
Henri Villain (Châteaudun, 20 giugno 1878 – Chartres, 26 novembre 1938) è stato un pittore e disegnatore francese.
Fu un pittore di paesaggi e di genere, in parte  orientalista, per la sua lunga permanenza in Algeria, e notevole illustratore.

## Biografia
Henri Georges Villain si iscrisse all'École nationale supérieure des beaux-arts di Parigi e fu allievo di Fernand Cormon (1845-1924). In seguito trascorse sei anni in Olanda, dove studiò la pittura del paesaggio. Si recò quindi in Italia, in Spagna e in Dalmazia. Nel 1910 scoprì il fascino dell'Algeria e si stabilì in una cittadina del massiccio montuoso dell'Aurès. Visse unicamente per dipingere, conducendo un'esistenza quasi ascetica.

Rientrato in patria, Villain andò ad abitare a Chartres, dove morì all'età di 60 anni.

## Opere

### Pitture
- Algeri, Museo nazionale di belle arti:
  - La ville de Ghardaia
- Chartres, Museo di belle arti:
  - L'heure du café en Hollande, 1908
  - Marabout à Béni Abbès, 1927
  - Vue de Ghardaïa, 1929
  - Espagne, place à Ronda, 1933
  - Espagne, rue à Ronda, 1933
  - Espagne, maison à la Vierge, 1934 ;
  - Vieux lavoirs sur l'Eure, 1936
  - Intérieur de la cathédrale de Chartres, 1936 (deposito)
  - Intérieur de la cathédrale de Chartres, 1938 (ultima opera)
- Marsiglia, Museo di belle arti:
  - Intérieur hollandais, copia di un originale di Pieter de Hooch conservata al Museo del Louvre
- Parigi, Museo d'Orsay:
  - Bouzina, fin d'été[1] e/o Paysage marocain, 1924

### Illustrazioni
- Illustrazioni dell'opera: (FR) Dr. Ludovic O’Followell, Le Corset, Parigi, A. Maloine, 1905.
- Manifesto: Compagnie algérienne, 50 rue d'Anjou, Paris. Emprunt national., 1920

## Mostre
- Parigi 1906 e 1910, Salon des peintres orientalistes
- Algeri 1911, villa "Abd-el-Tif"
- Parigi e Chartres, 1913 e 1917, Salon des peintres orientalistes
- Parigi 1924, L'Aurès et le Souf, galleria Allard
- Parigi 1992, galleria Coligny
- Chartres, 30 giugno - 30 settembre 2018, Museo di belle arti.

## Galleria d'immagini

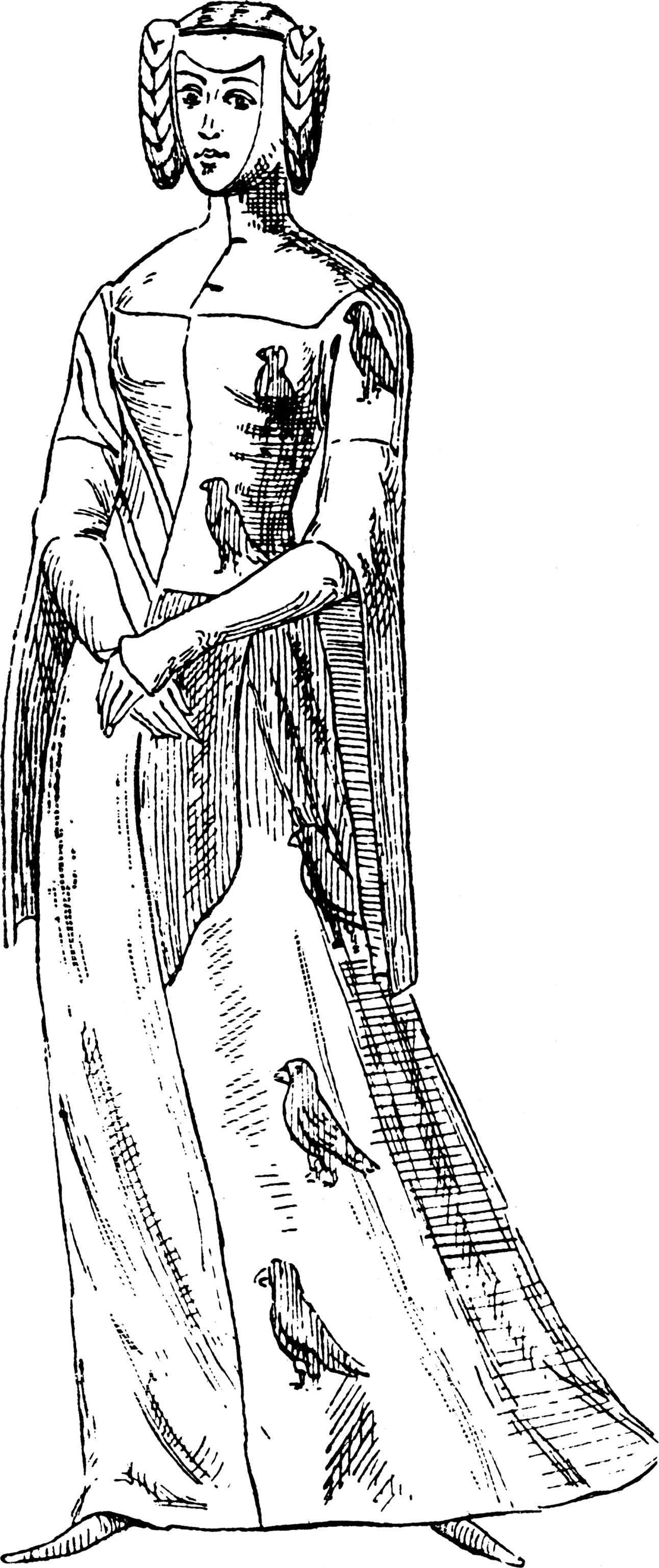
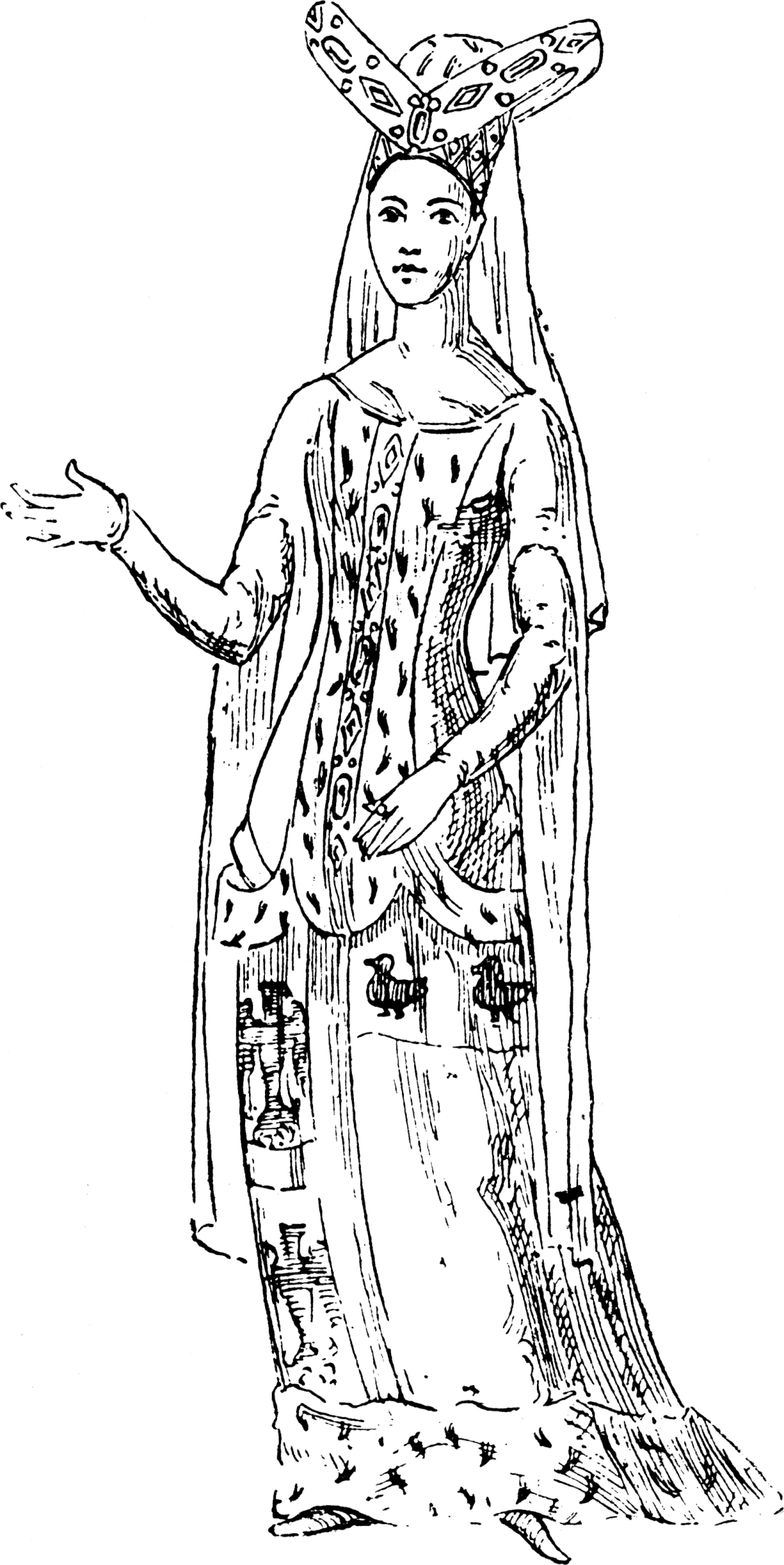
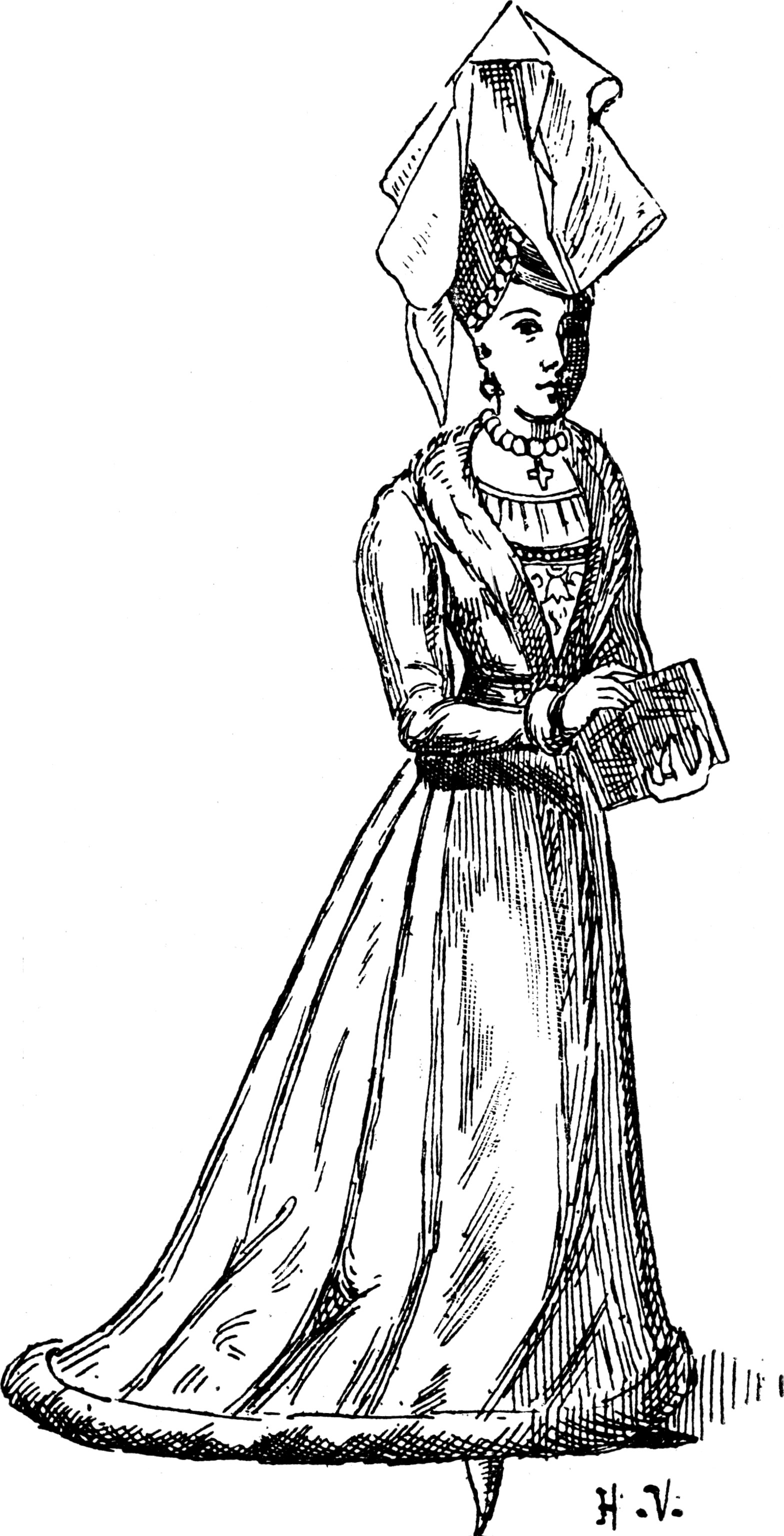
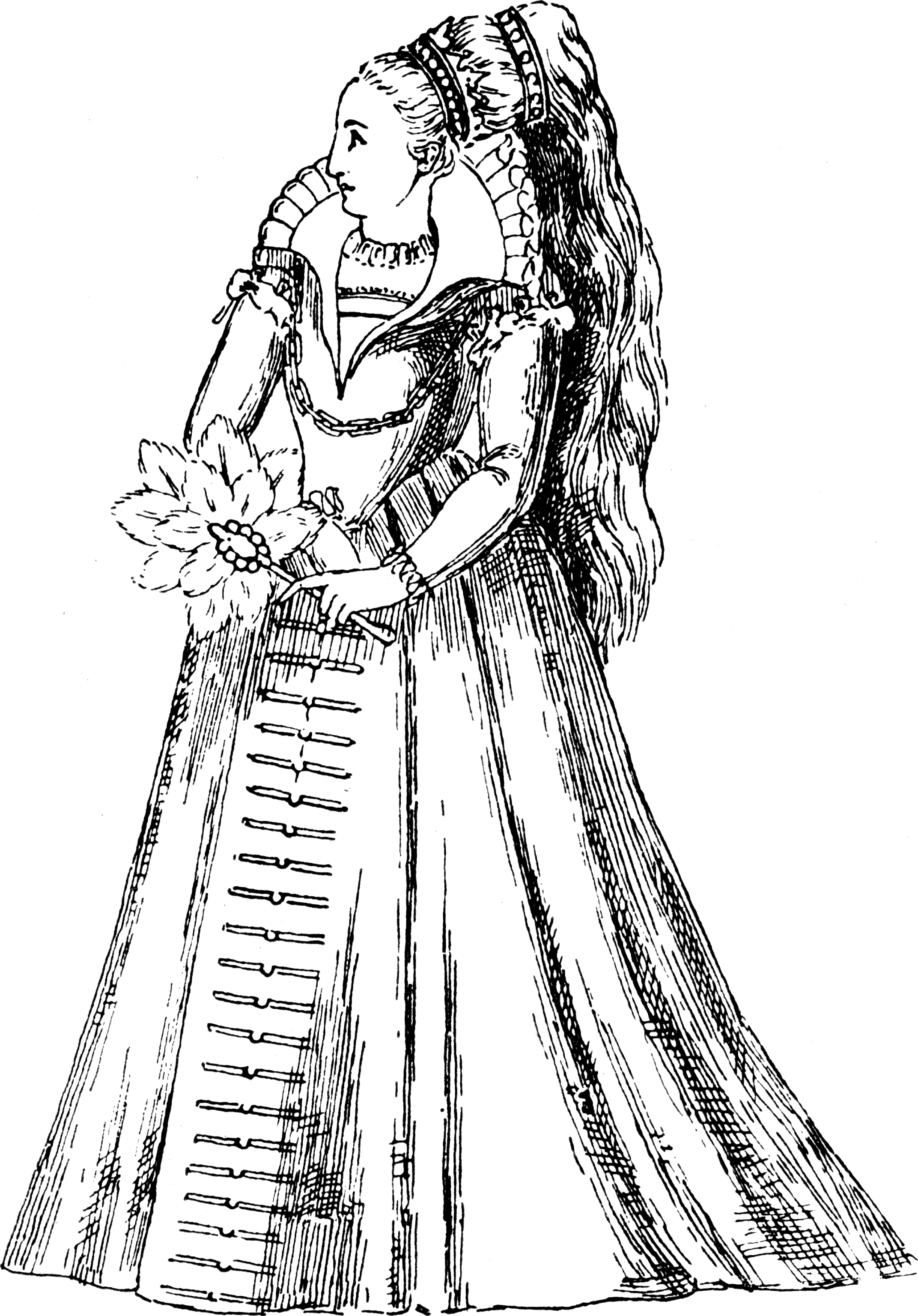
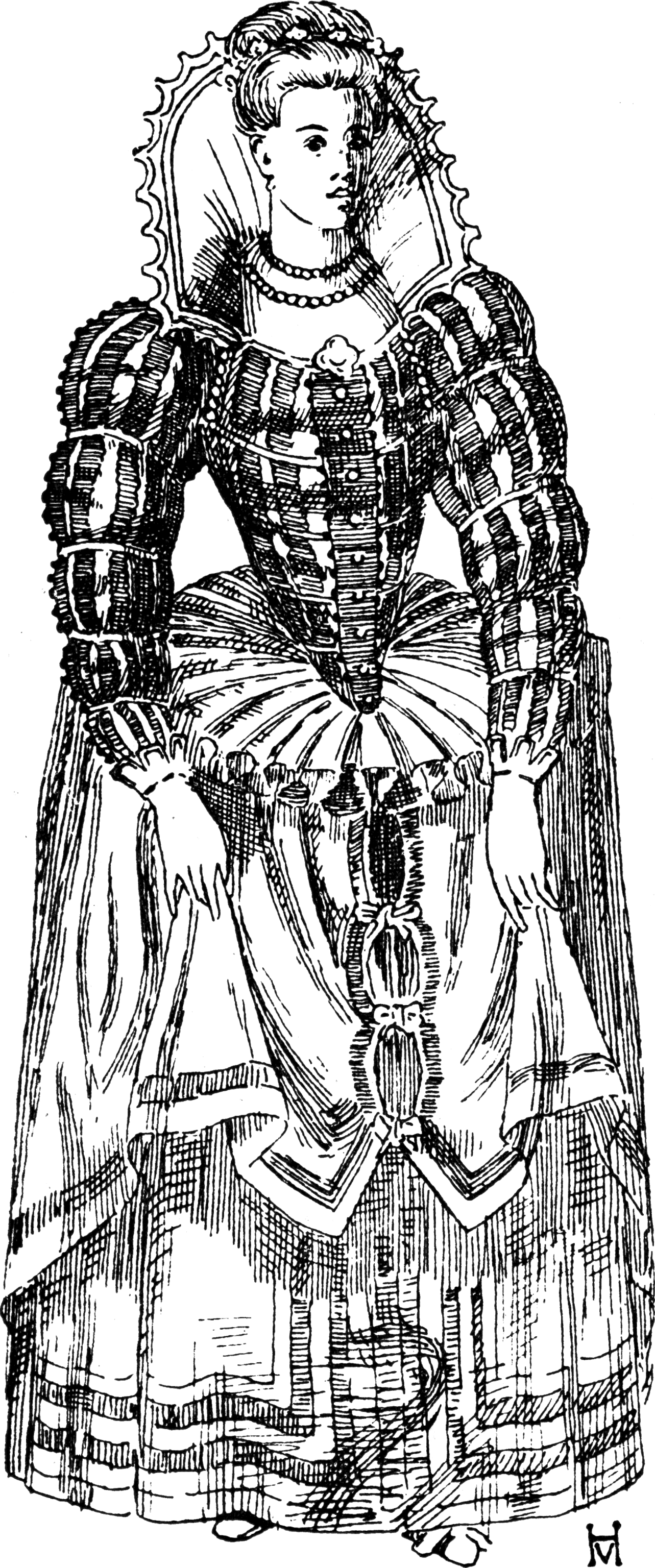
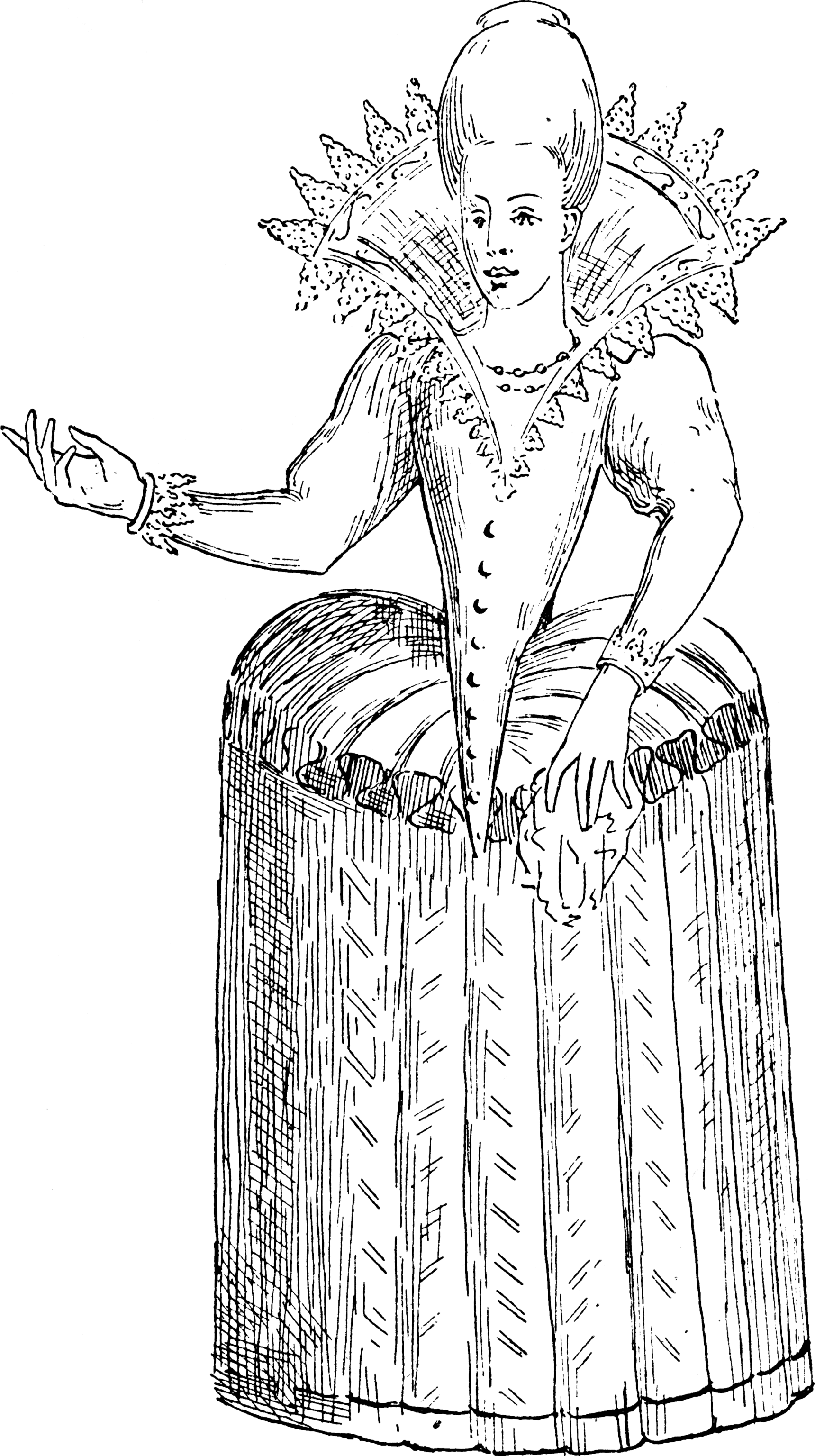
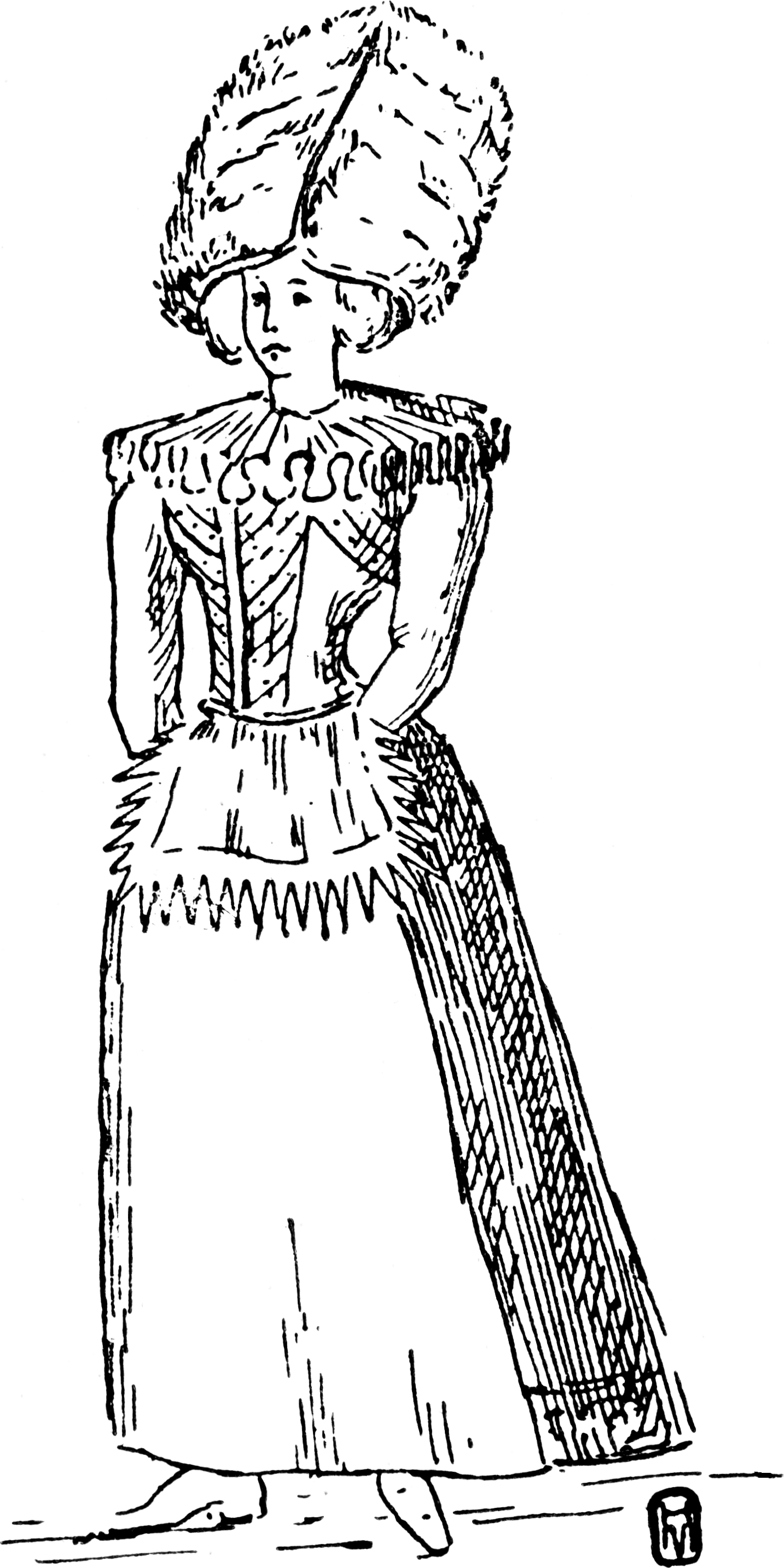
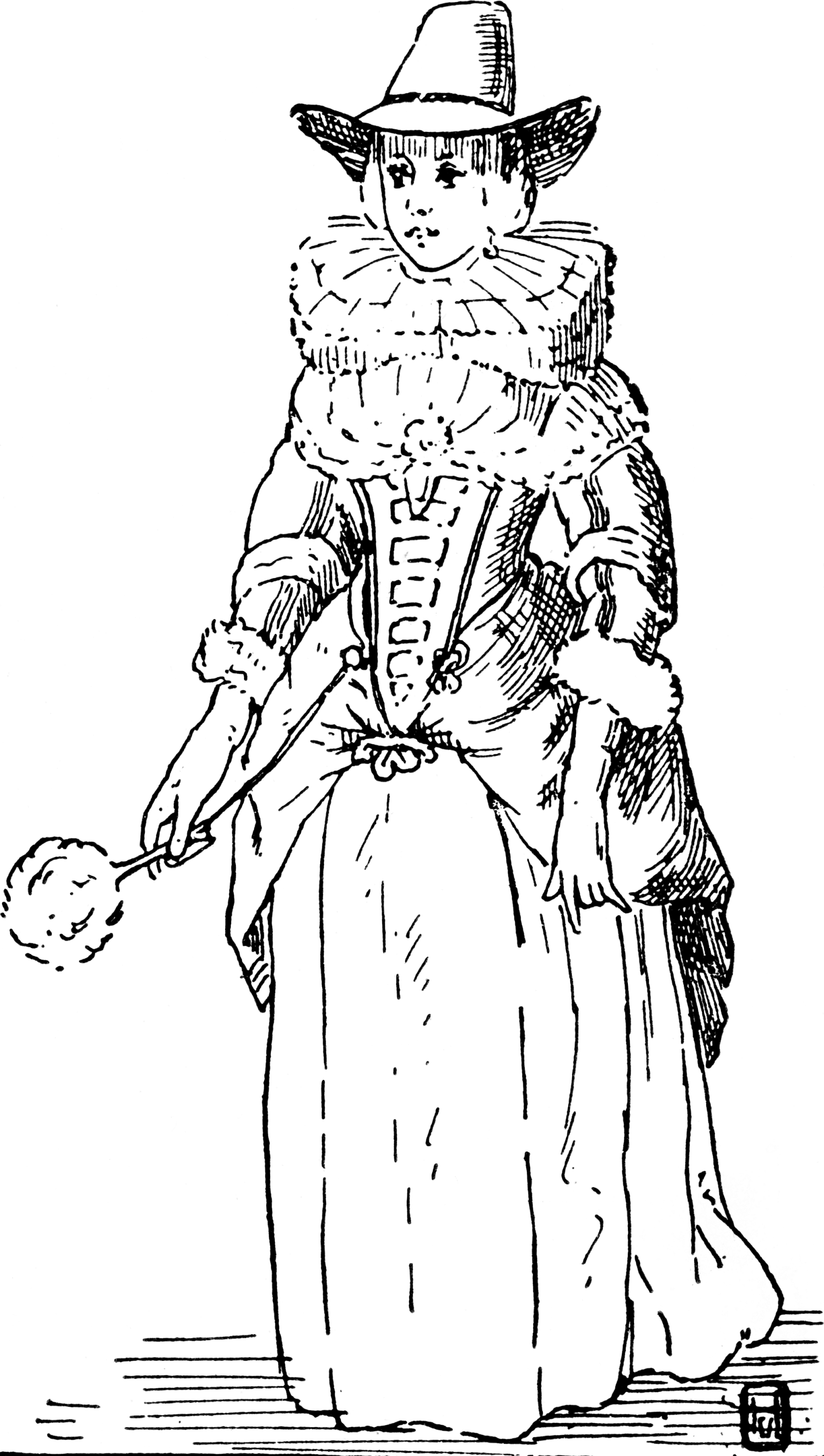
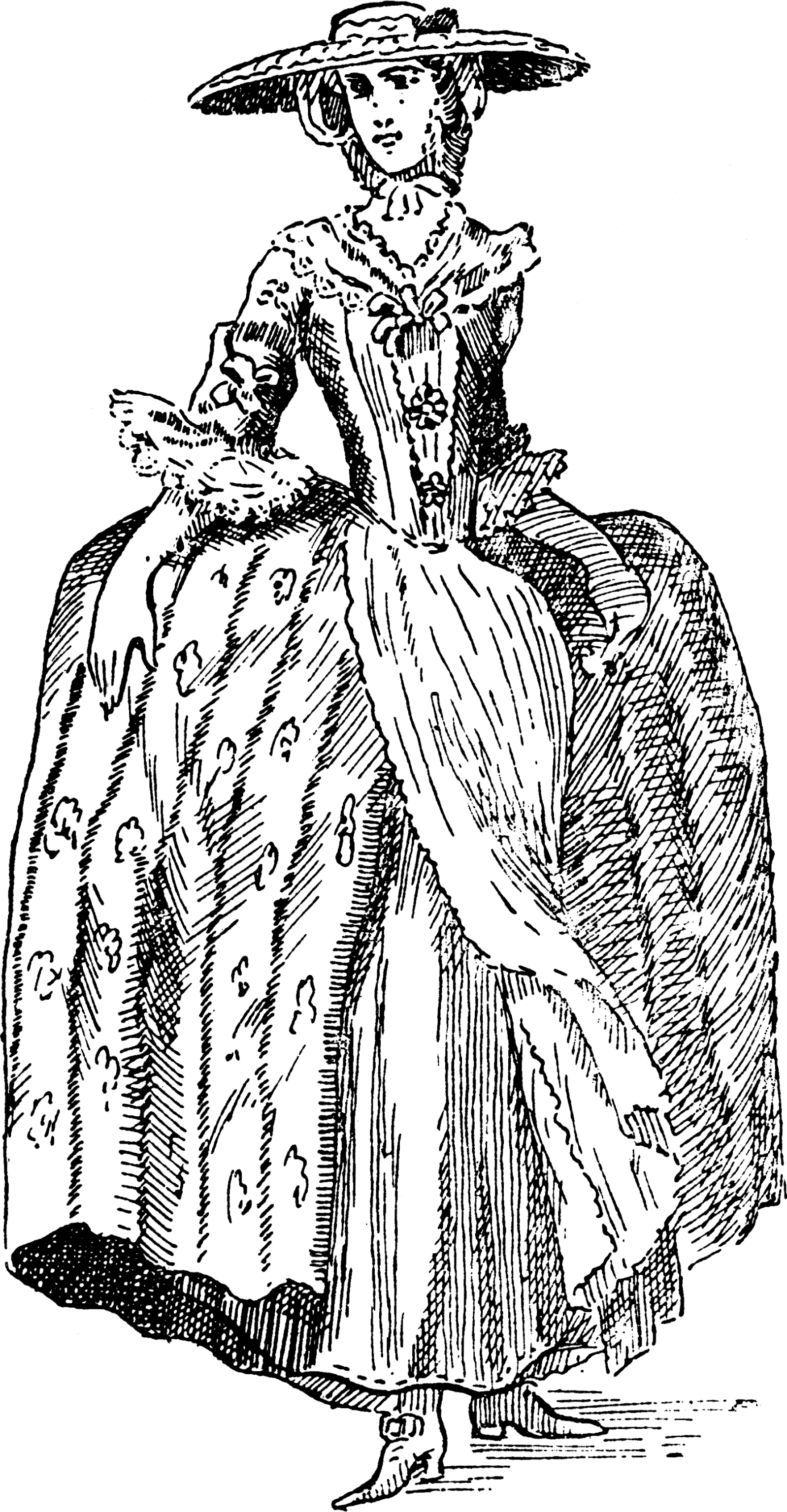
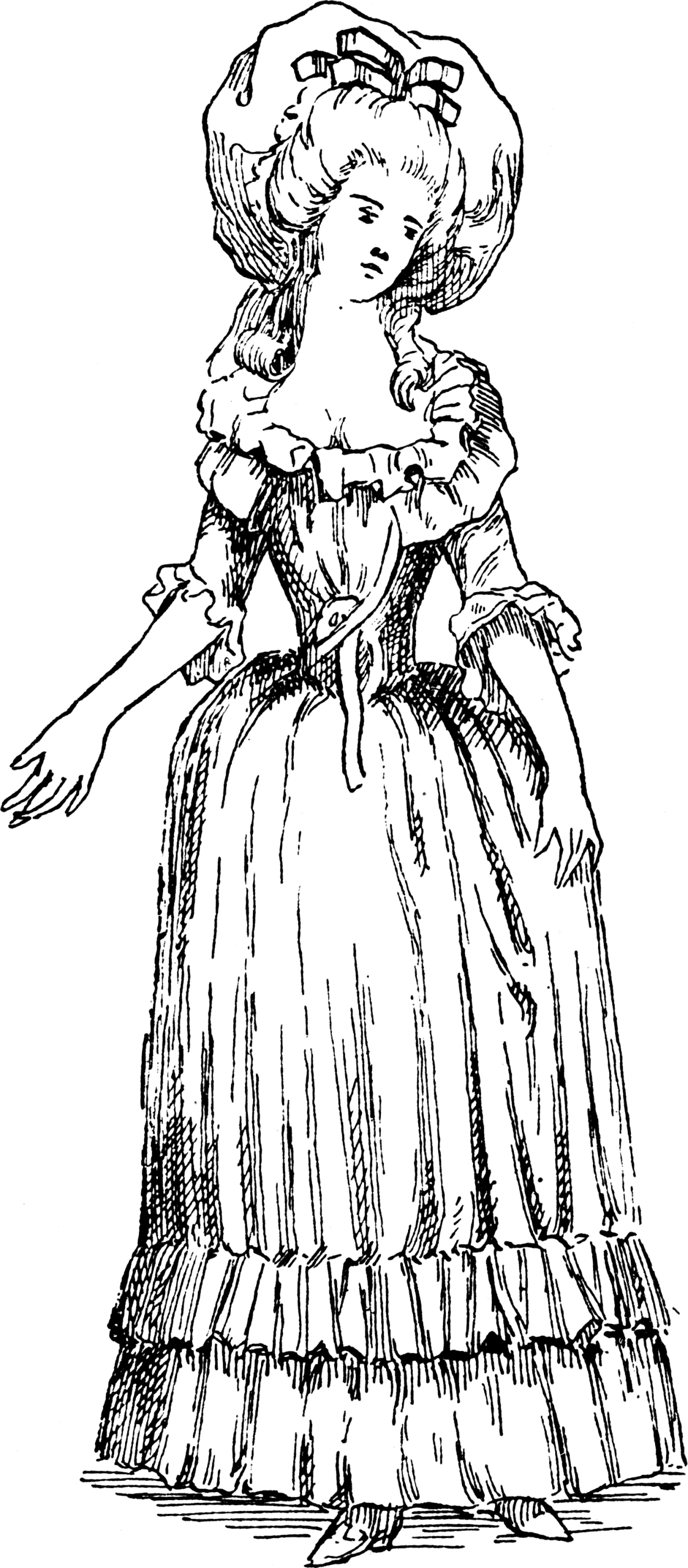
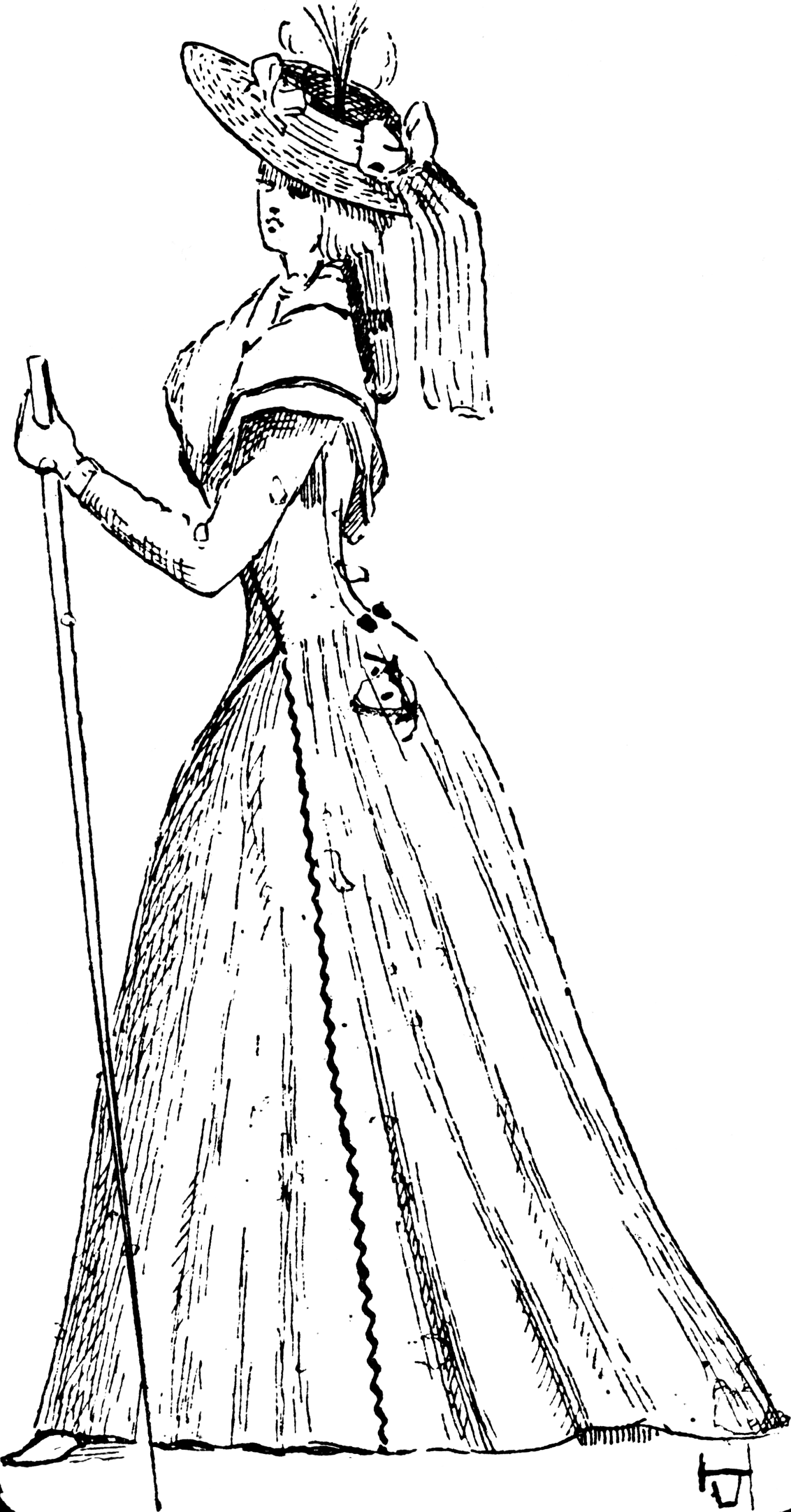

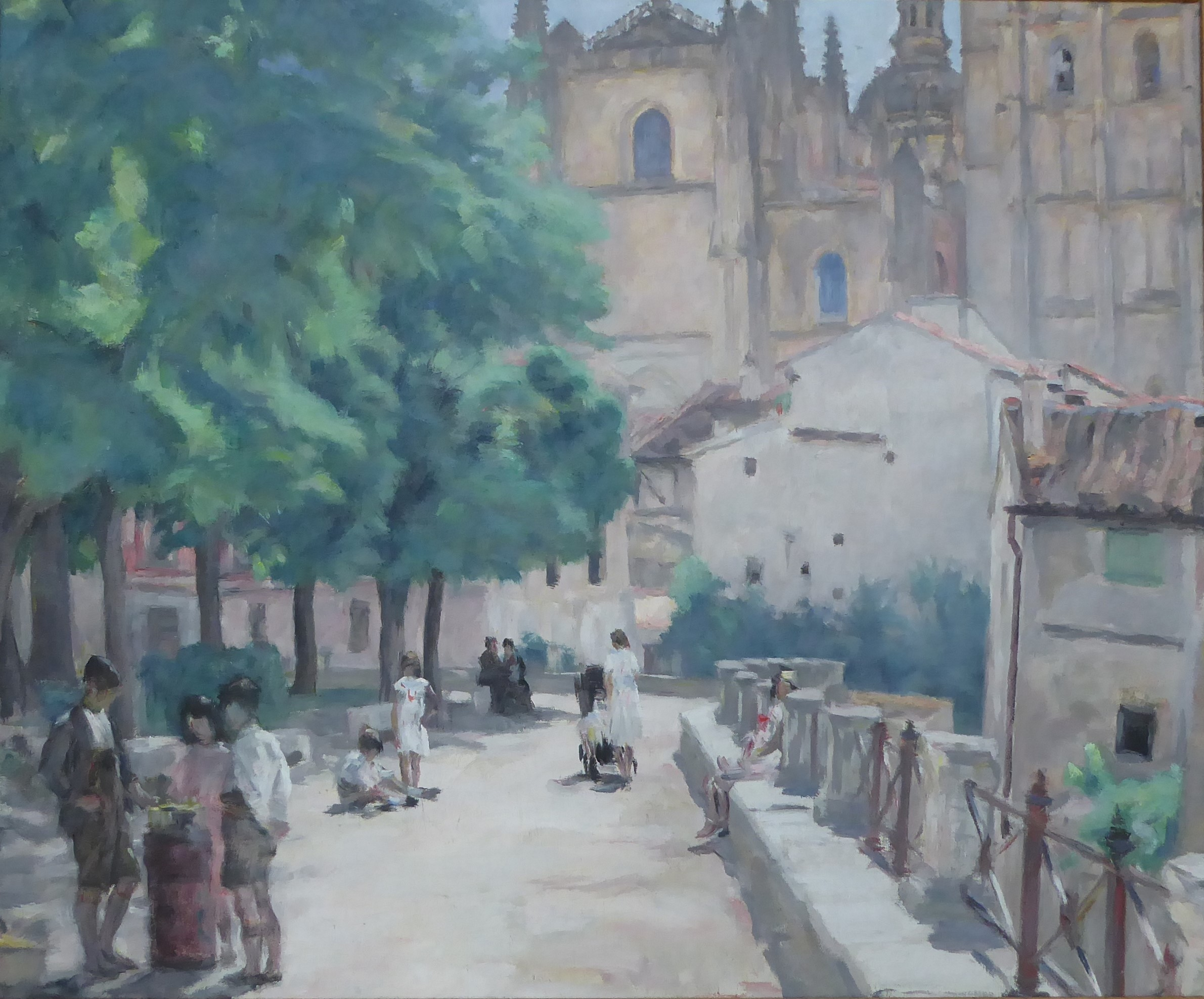
Piazza a Ronda (Spagna), 1933.
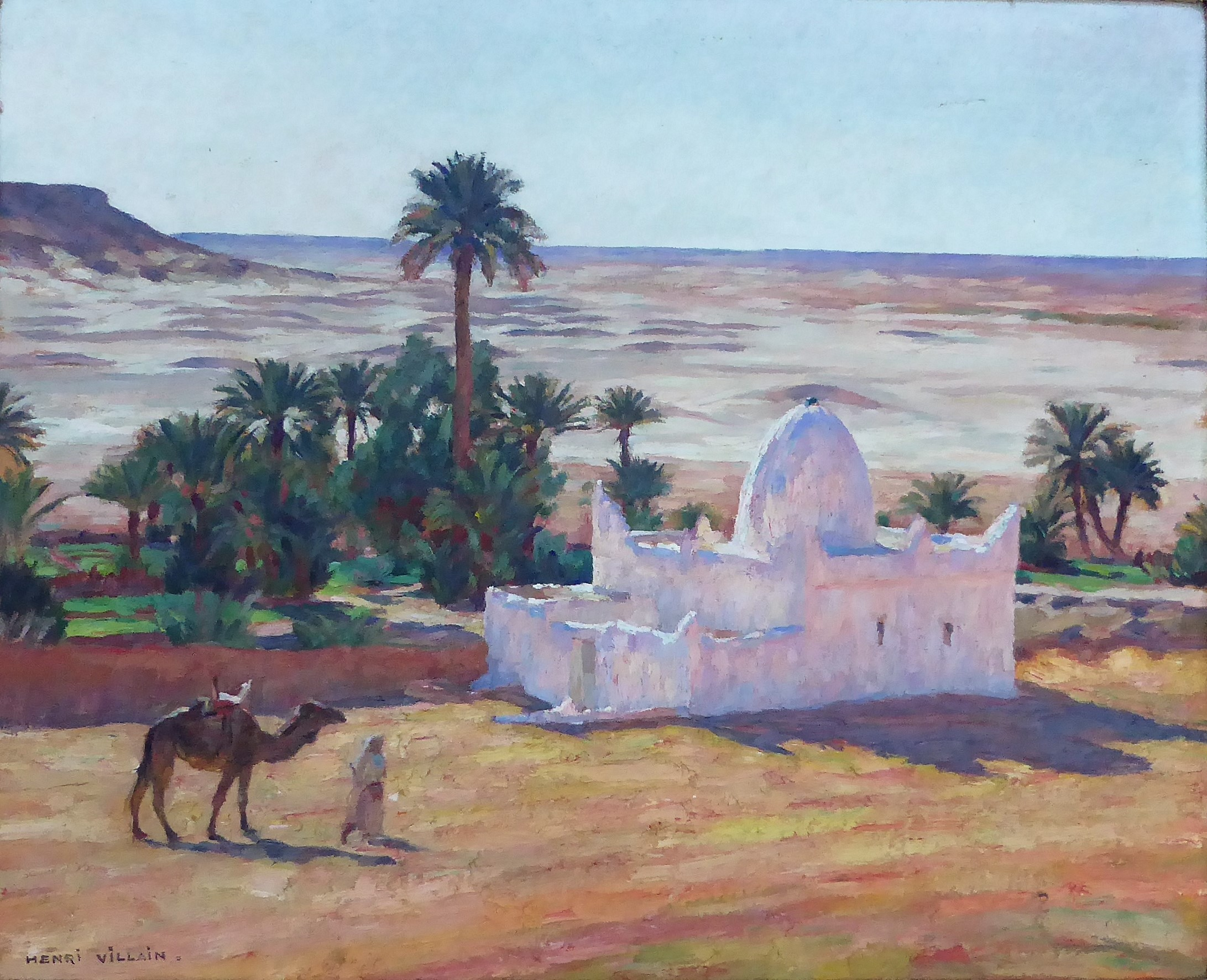
Marabout a Béni-Abbes, 1927.
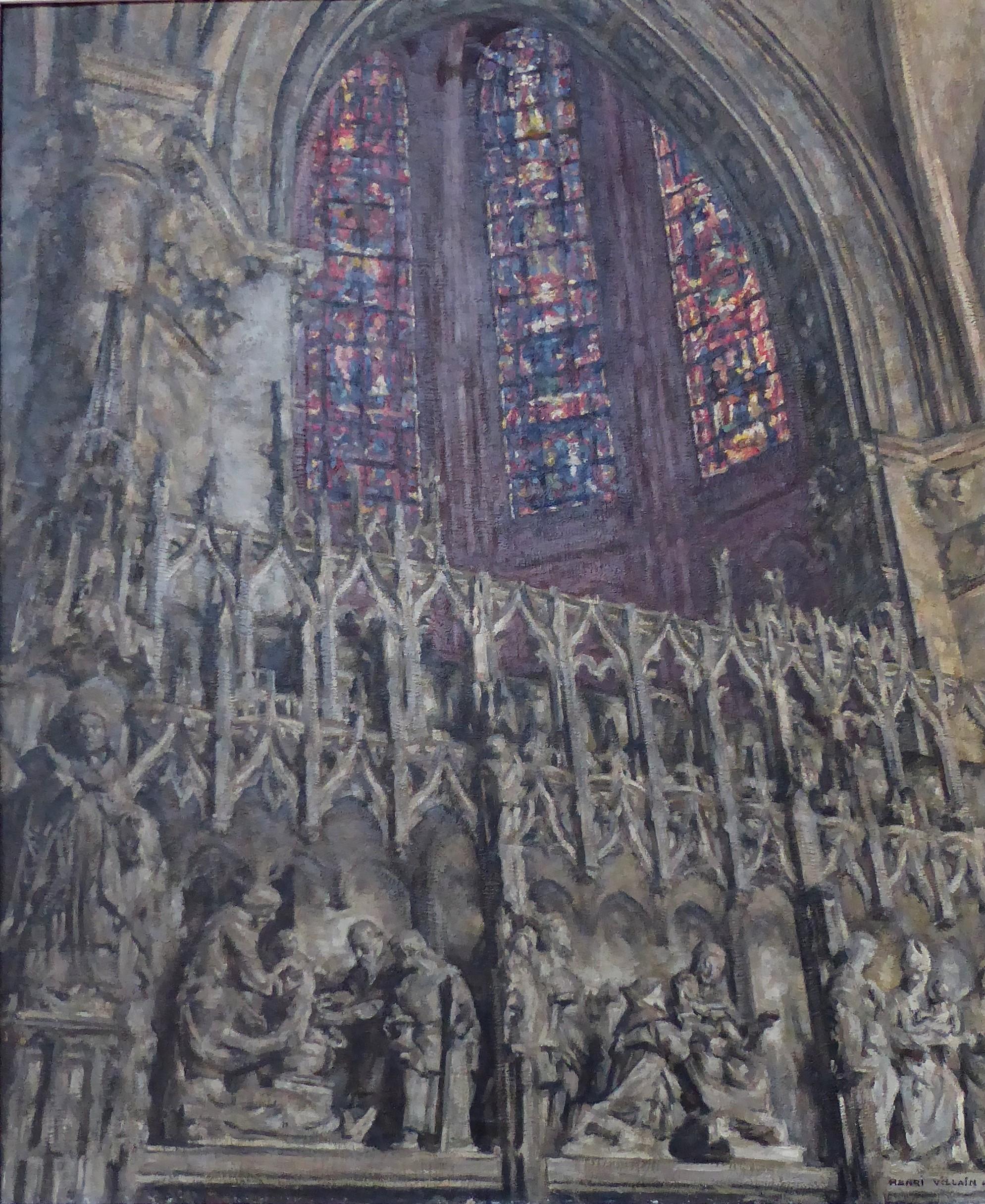
Interno della cattedrale di Chartres
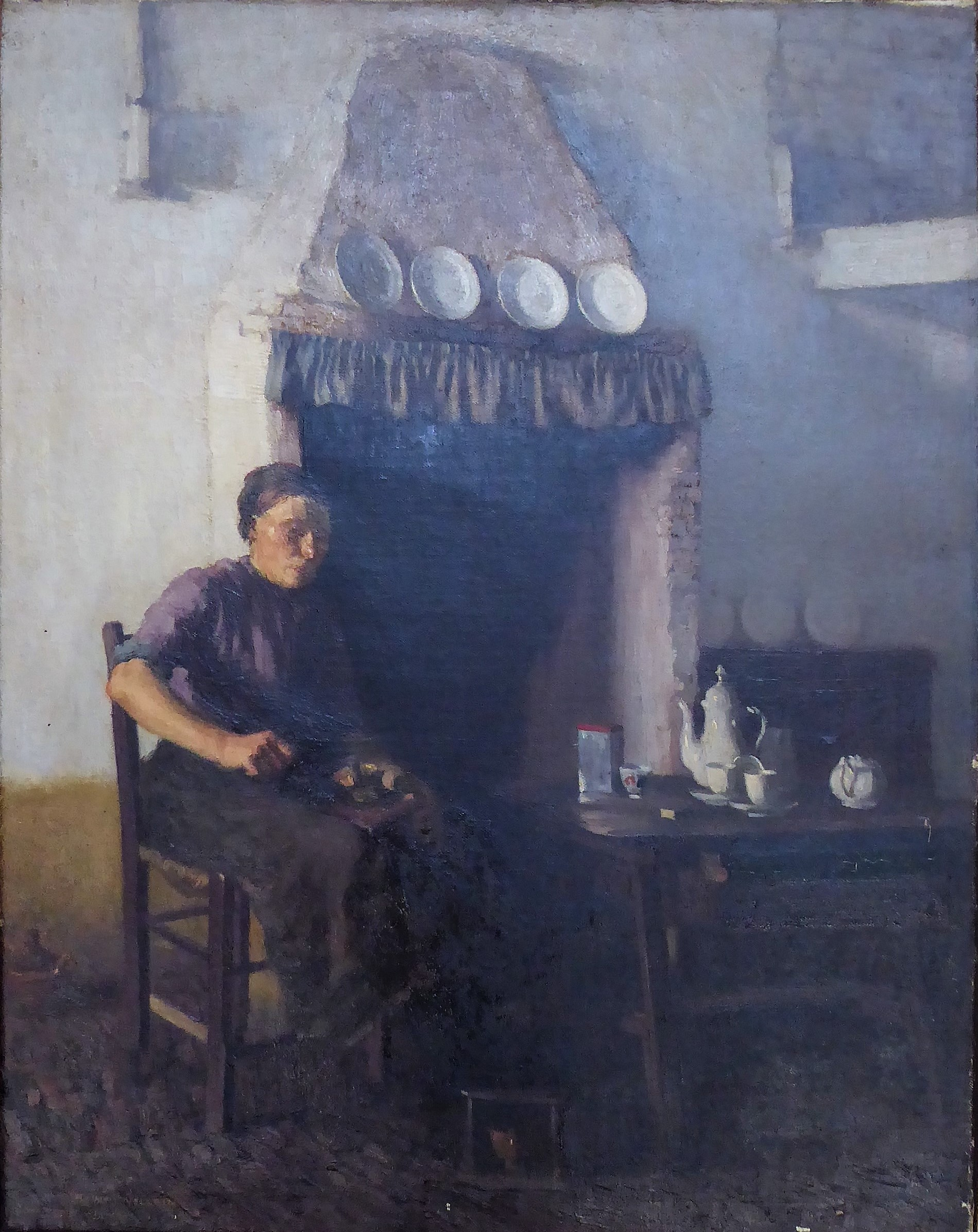
L'ora del caffè in Olanda, 1908.

Alcune illustrazioni del libro "Il corsetto" di Ludovic O’Followell del 1905.